# Digitaria mauritiana
Digitaria mauritiana är en gräsart som beskrevs av Johannes Jan Theodoor Henrard. Digitaria mauritiana ingår i släktet fingerhirser, och familjen gräs. Inga underarter finns listade i Catalogue of Life.